# Наталовская волость
Наталовская волость - волость в составе Александровского уезда Екатеринославской губернии Российской империи и УНР.

Существовала до 1923 года, центром волости было село Наталовка.
В 1911 году в состав волости входили - Наталовка, Ивано-анновка, Софиевка, Новоселовка, Беккаравка, Куприяновка, Павловка,
Трудолюбовка, Еленовка, Красный кут, Степное.